# Saint-Laurent-les-Églises
Saint-Laurent-les-Églises (tiếng Occitan: Sent Laurenç l'Egleisas) là một xã của tỉnh Haute-Vienne, thuộc vùng Nouvelle-Aquitaine, miền trung nước Pháp.